# بيدرو كورديرو
بيدرو كورديرو (بالبرتغالية: Pedro Cordeiro‏) مواليد 14 فبراير 1963 في بورتو، هو لاعب كرة مضرب برتغالي سابق وكان يلعب باليد اليمنى. أعلى تصنيف له في الفردي كان المركز الـ 517 في سنة 1986. أعلى تصنيف له في الزوجي كان المركز الـ 334 في سنة 1987.

## روابط خارجية
- بيدرو كورديرو على موقع رابطة محترفي التنس (الإنجليزية)
- بيدرو كورديرو على موقع الاتحاد الدولي لكرة المضرب (الإنجليزية)
- بيدرو كورديرو على موقع كأس ديفيز (الإنجليزية)
- بيدرو كورديرو على موقع خلاصة التنس.كوم (الإنجليزية)